# Evermore (àlbum de Taylor Swift)
Evermore (estilitzat en minúscules) és el novè àlbum d'estudi de la cantant i compositora nord-americana Taylor Swift. Va ser un àlbum sorpresa publicat l'11 de desembre de 2020 a través de Republic Records, menys de cinc mesos després de Folklore, el seu vuitè àlbum d'estudi. Evermore va ser un producte espontani sorgit de la col·laboració de Swift amb el seu col·laborador Aaron Dessner, amb qui també va treballar a Folklore. Va ser gravada principalment als Long Pond Studios, a la vall d'Hudson.
Swift va descriure Evermore com una branca de "els boscos folklòrics". Va agafar una direcció escapista inspirada en la estètica cottagecore que va idear per primera vegada amb Folklore durant la pandèmia de COVID-19; els considera àlbums germans. Evermore barreja estils com el rock alternatiu, l'indie folk i el pop de cambra, amb guitarres percutides amb els dits, pianos ombrívols, cordes luxoses i percussió escassa. La narració impressionista i la mitopea dominen la seva tècnica lírica. El tema s'ha descrit com una antologia de contes sobre l'amor, el matrimoni, la infidelitat i el dol, que explora les complexitats de l'emoció humana. Les bandes nord-americanes Bon Iver, Haim i The National apareixen com a intèrprets convidats a l'àlbum.
Aconseguint un gran reconeixement de la crítica, Evermore va ser elogiat per desenvolupar la psicologia dels personatges que apareixen descrits a les cançons, la producció experimental i la veu matisada de Swift. Les crítiques van considerar l'àlbum una seqüela o una contrapartida de Folklore, i diverses publicacions el van enumerar a la seva classificació de final d'any 2020. Evermore va ser nominada com a Àlbum de l'any en la 64a edició dels premis Grammy, una segona nominació consecutiva per a Swift en la categoria després de guanyar-la amb Folklore l'any anterior. Dessner i Long Pond han sigut reconeguts pel públic mainstream des del llançament d'Evermore.
L'àlbum va assolir el número u a Argentina, Austràlia, Bèlgica, Canadà, Croàcia, Grècia, Nova Zelanda, Portugal, al Regne Unit i als Estats Units. Republic Records va informar de que més d'un milió de còpies d'Evermore van ser venudes durant la seva primera setmana a tot el món. Va ser el vuitè debut consecutiu de Billboard 200 número u de Swift, va passar quatre setmanes al capdavant de les llistes i va assolir diverses fites a Austràlia, el Regne Unit i els Estats Units; en aquest últim, els temes " Willow ", " No Body, No Crime " i " Coney Island " van afectar les estacions de ràdio pop, country i alternatives, respectivament. "Willow" es va convertir en la setena cançó número u de Billboard Hot 100 de Swift i la seva segona el 2020 després de " Cardigan ", convertint-la en la primera actuació a debutar simultàniament dues vegades a les llistes Billboard 200 i Hot 100. Evermore va ser l'àlbum de música alternativa i l'àlbum "americana" més venut del 2021 als Estats Units i al Regne Unit, respectivament.

## Antecedents i concepció
Durant els confinaments de la COVID-19, el 23 de juliol de 2020, la cantant i compositora nord-americana Taylor Swift va anunciar el seu vuitè àlbum d'estudi i el seu primer àlbum sorpresa, Folklore, i el va publicar l'endemà. L'àlbum va ser produït per ella mateixa, el primer col·laborador Aaron Dessner, el productor Jack Antonoff i després el seu xicot Joe Alwyn. Va ser un èxit de crítica i comercial, convertint-se en l'àlbum més venut del 2020 i guanyador de l'Àlbum de l'any a la 63a edició. Premis Grammy anuals. El 25 de novembre de 2020, es va llançar a Disney+ un documental de concert titulat Folklore: The Long Pond Studio Sessions, rodat al Long Pond Studio de Aaron Dessner a Hudson Valley. Va explicar com havia sigut la creació de Folklore juntament amb interpretacions de les seves cançons.
Després de llançar Folklore, Swift va continuar treballant de forma remota amb Dessner, que li enviaria temes instrumentals, als quals escriuria la lletra. Va afirmar que la bona acollida de Folklore la va animar encara més a experimentar més amb el seu estil musical. Poc després, les sessions de Swift amb Dessner van donar lloc a un projecte que era una extensió natural de Folklore, que finalment va assumir la seva identitat individual. Així va néixer Evermore. Dessner va batejar Evermore com un " allau estrany" produït per l'àlbum previ, Folklore. En comparació amb el seu predecessor, el desenvolupament d' Evermore va ser un procés més experimental, durant el qual el duet no es va sotmetre a cap limitació. En una entrevista d'Apple Music amb Zane Lowe, Swift va declarar que Evermore li va donar una sensació de "conclusió tranquil·la i una mena de serenitat estranya" després de publicar Folklore, i ho va correlacionar amb els temes d'aquests àlbums, dient que a Folklore, el principal tema de l'obra era "la resolució de conflictes" i "intentar esbrinar com superar alguna cosa amb algú", mentre que a Evermore es tractaven "finals de tot tipus, mides i formes", el dolor i les diverses fases d'aquesta clausura.
El 10 de desembre de 2020, tres dies abans del seu 31è aniversari, Swift va publicar nou fotos a Instagram, que juntes formaven una imatge que representava l'esquena de la cantant, amb els cabells en una trena i de cara a un bosc. En una altra publicació a les seves xarxes socials, va anunciar el seu novè àlbum d'estudi, titulat Evermore, que sortiria a mitjanit. Va revelar la llista de cançons i un vídeo musical per al seu primer tema, " Willow ", que s'estrenaria a YouTube juntament amb el llançament de l'àlbum. En referència a les regulacions de confinament a la llum de la pandèmia de COVID-19, Swift va escriure: "Tots heu estat tan atents, còmplices i amables en els meus aniversaris, així que aquesta vegada he pensat que us regalaria alguna cosa! També sé que aquesta temporada de vacances serà solitària per a la majoria de nosaltres i si hi ha algú de vosaltres a qui la música l'ajuda per fer front a les pèrdues dels éssers estimats com a mi, això és per a vosaltres". Abans de l'estrena del vídeo musical de "Willow", Swift va dir que compara Evermore amb la tardor i l'hivern, en contrast amb la primavera i l'estiu del seu predecessor.

## Escriptura i gravació
Igual que el seu predecessor, Evermore és també un producte de col·laboració remota i comunicació virtual, i es va gravar en total secret. Dessner va produir o coproduir tots els temes excepte "Gold Rush", que van produir Swift i Antonoff. Tots els temes, excepte "Cowboy Like Me", es van gravar a Long Pond Studio, on es va rodar Folklore: The Long Pond Studio Sessions.
Després del llançament de Folklore, Swift va escriure dues cançons, "Closure" i " Dorothea ", per a Big Red Machine, que és un supergrup de Dessner i Justin Vernon, el líder de la banda nord-americana de folk indie Bon Iver; les cançons finalment van acabar a Evermore . Per celebrar Folklore, Dessner va compondre casualment una cançó instrumental anomenada "Westerly", que porta el nom de la ubicació de la casa de Swift a Rhode Island. Una hora més tard, Swift va escriure "Willow" a la cançó i li va enviar de nou. Va escriure la cançó principal "Evermore" amb Alwyn (àlies William Bowery) i la va enviar a Vernon, que va afegir un pont. Dessner es va adonar que estaven creant una contrapartida de Folklore quan el duet va escriure més de set cançons. Va compondre "Tolerate It" amb un piano en 10/8 i el va enviar a Swift, evocant una escena en la seva ment en escoltar la cançó; la va enviar amb la lletra acabada. Dessner va declarar que "va plorar quan va escoltar per primera vegada" la seva lletra.
Swift va viatjar a Long Pond Studio per filmar Folklore: The Long Pond Studio Sessions . Un cop finalitzada la filmació, Swift es va quedar a Long Pond durant la nit per gravar amb Dessner i Antonoff. L'endemà al matí, es va acostar a Dessner a la seva cuina amb " ' Tis the Damn Season ", que va escriure durant la nit. Dessner va citar la cançó com una de les seves obres preferides de sempre, i que podria haver quedat com a instrumental, però en canvi, la "increïble capacitat de narració i habilitat musical de Swift la va prendre i va fer alguna cosa molt gran". " No Body, No Crime " està inspirada en l'obsessió de Swift pels podcasts /documentals de crim real". Va escriure la cançó amb una guitarra de pont de goma i va enviar a Dessner una nota de veu, després de la qual va començar a produir-la. Swift tenia idees específiques sobre com volia la cançó, inclosa una col·laboració convidada de la banda nord-americana de pop rock Haim, que va gravar la seva veu a la casa d'Ariel Rechtshaid a Los Angeles i la va enviar a Swift. L'harmònica de la cançó i els riffs de guitarra van ser interpretats per Josh Kaufman, qui també va tocar l'harmònica a " Betty " de Folklore; JT Bates va tocar la bateria, i també va fer el mateix a "Dorothea".

## Música i lletres
L'edició estàndard d' Evermore té una durada d'una hora i consta de 15 cançons, mentre que la deluxe afegeix dues cançons addicionals. Haim, the National i Bon Iver proporcionen veus convidades a "No Body, No Crime", "Coney Island" i "Evermore", respectivament. Els crítics han batejat Evermore com una seqüela i un disc acompanyant de Folklore.

### Composició
Evermore és un disc de folk indie, folk-pop, rock alternatiu i rock de cambra amb influències country. Té els estils minimal i lo-fi del seu predecessor, però de naturalesa més fluixa i experimental. L'àlbum es caracteritza pel seu nucli acústic i l'estat d'ànim hivernal, que consisteix en arranjaments escassos, melodies de combustió lenta, borboteig, guitarres acústiques pinçades amb els dits, guitarres elèctriques balancejants, suaus, suaus., i ombrívols pianos, sintetitzadors càlids i desconcertats, mandolina, banjos trepidants, caixes de tambor palpitants, cordes exuberants, ritmes electrònics, capes subtils de Mellotrons., flauta, trompa francesa i violoncels. Les veus mel·líflues de Swift estan recolzades per harmonies gasoses i "ambients brumosos".

## Direcció d'art
L'estètica visual d' Evermore pren un tema hivernal, una versió de Nadal del cottagecore, l'estètica boscosa del folklore. Time va afirmar que el folklore és una paleta de sons i sentiments silenciats i tardorosos, mentre que Evermore és el seu company d'hivern amb tristesa i penediment persistents. Mentre que Folklore adapta un monocrom en escala de grisos, Evermore utilitza colors. The Times of India va opinar que Evermore abraça "Laurel Canyon de la dècada dels 60".

### Obra de la portada
La portada d' Evermore mostra a Swift en un camp erm, mirant lluny de la càmera, mirant els arbres nus a la distància. Se la veu dempeus a la vora d'una zona boscosa, mentre que a la portada de Folklore, es veu dins d'un bosc. Els seus cabells estan dissenyats amb una trena francesa i porta un abric de franel·la a quadres marró i taronja amb un sol pit, extret d'una col·lecció de la dissenyadora anglesa Stella McCartney. L'estilista va anomenar el pentinat "desordenat però elegant ". Adam Reed, ambaixador editorial del Regne Unit de la companyia francesa de bellesa L'Oréal, va admirar la trena de Swift i la va descriure com "simple, sobrenatural i atemporal". Segons Consequence, la portada és "magnífica en la seva senzillesa", i té a Swift davant d'un camp, insinuant que "està convidant l'oient a veure el camp amb els seus ulls". Després '' Evermore, les rèpliques de l'abric de franela que portava Swift a la portada es van esgotar ràpidament a Farfetch.

## Estrena i promoció
Evermore es va llançar l'11 de desembre de 2020, dos dies abans del 31è aniversari de Swift, només per a plataformes de música digital i streaming. És un "àlbum germà" de Folklore, que es va llançar menys de cinc mesos abans; tots dos són àlbums sorpresa anunciats 16 hores abans del seu llançament a mitjanit. Evermore va marcar la segona vegada que Swift va abandonar el seu llarg i tradicional llançament de l'àlbum.
Els CD es van publicar el 18 de desembre de 2020. Els temes addicionals de l'edició de luxe d'Evermore, "Right Where You Left Me" i "It's Time to Go", que abans eren exclusius per a la física, es van llançar als serveis de streaming el 7 de gener de 2021. Les cintes de casset i els LPs de vinil d' Evermore es van publicar el 21 de febrer i el 28 de maig de 2021, respectivament. Billboard va informar que el retard en el llançament dels formats físics de l'àlbum es deu al seu llançament sorpresa i al llarg procés de fabricació dels àlbums físics, específicament les còpies en vinil. Es va vendre un nombre limitat de CDs autografiats a botigues de discos independents seleccionades.
El 14 de desembre de 2020, Swift va aparèixer a Jimmy Kimmel Live! per promocionar l'àlbum. En un episodi del desembre de 2020 del programa de ràdio Sirius XM de Howard Stern, el cantautor anglès Paul McCartney va revelar que Swift va decidir inicialment ajornar el llançament d' Evermore una setmana per respectar la data de llançament original de l'11 de desembre del seu divuite àlbum d'estudi, McCartney . III ; en saber-ho, McCartney va decidir llançar el seu àlbum el 18 de desembre perquè Swift pogués avançar amb el seu llançament Evermore tal com estava previst inicialment. Tres recopilacions de sis cançons que constaven de temes tant d'Evermore com de Folklore, titulades The Dropped Your Hand While Dancing Chapter, The Forever Is The Sweetest Con Chapter i The Ladies Lunching Chapter (totes estilitzades en minúscules), es van llançar a les plataformes de streaming a 21 de gener, 27 de gener i 4 de febrer de 2021, respectivament.

## Llegat i elogis

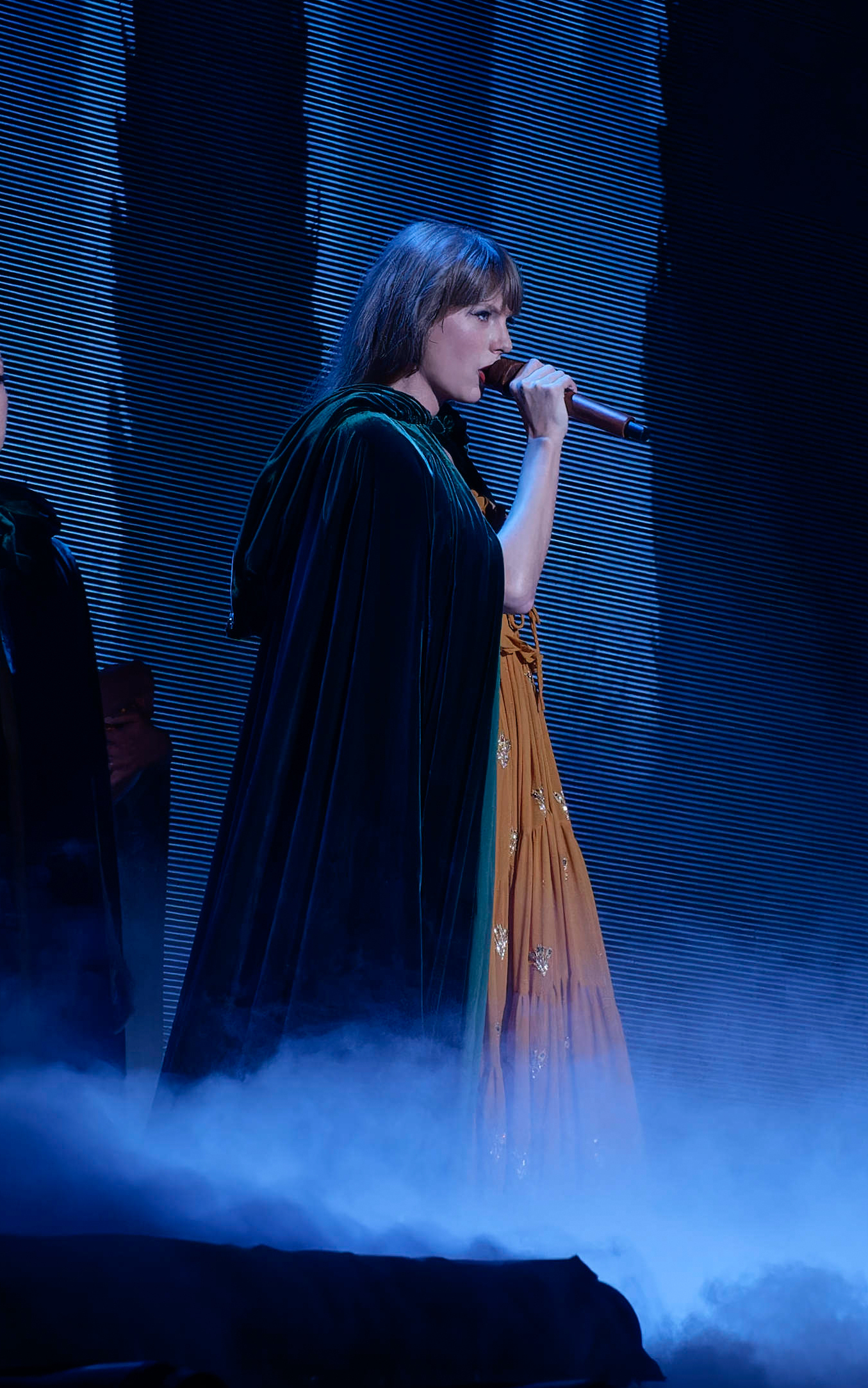
Swift interpretant l'acte Evermore de la seva gira Eras (2023)

Els periodistes van elogiar el llançament ràpid de Swift d' Evermore després de Folklore . Variety el va comparar amb moviments similars dels Beatles i U2, mentre que Rolling Stone ho va anomenar una "ratxa calenta" que recordava a Prince el 1987 i David Bowie el 1977. Vulture ho va anomenar un "xoc important", ja que Swift és coneguda pels seus àlbums tradicionals. El nostre Culture Mag i NJ.com van donar la benvinguda a la seva "dedicació artística", ja que Swift també estava tornant a gravar simultàniament el seu catàleg posterior el 2020. El Sydney Morning Herald la va nomenar "la reina de la productivitat pandèmica". El New York Times va considerar que l'àlbum era un moment crucial en la carrera i la creativitat de Swift. The Guardian i Vox van opinar que Evermore i Folklore van posar èmfasi en l'ètica de treball de Swift, van ajudar els crítics a reconèixer la seva musicalitat i a veure-la com una cantant dedicada, allunyant-se de la seva imatge d'estrella del pop a mitjans dels anys 2010. Billboard va citar els dos àlbums com els exemples més notables de com la pandèmia va capgirar la música el 2020 i va obligar els artistes a modificar el seu procés creatiu. CNN i The Times van nomenar Swift entre les celebritats més destacades de la pandèmia. Swift va ser el músic solista millor pagat del món del 2020, i el més ben pagat als Estats Units, gràcies als seus ingressos d' Evermore i Folklore, que segons Junkee eren "experiments alternatius" que l'"estrella Swift va adoptar amb el seu poder".
Als American Music Awards 2021, Evermore va guanyar l'American Music Award per Favorite Pop/Rock Album, com el setè rècord de Swift i la quarta victòria de la categoria. Swift també va ser nominada com a Artista de l'Any i Artista Femenina Favorita de Pop/Rock, i va guanyar aquesta última per sisena vegada. A la 64a edició dels Premis Grammy, Evermore va optar a l'Àlbum de l'Any com la cinquena nominació de Swift a la categoria, després de Fearless (2008), Red (2012), 1989 (2014) i Folklore.
La cantautora croata Mia Dimšić va nomenar Evermore com a inspiració per escriure " Guilty Pleasure ", la seva cançó d'entrada que representava Croàcia al Festival de la Cançó d'Eurovisió 2022. La cantant i compositora nord-americana Christina Perri, pel que fa al seu senzill "Evergone" del 2022, va dir a Consequence que Evermore i Folklore la van influir per escriure cançons sinceres i melancòliques en lloc de les expectatives externes per a una música optimista. Després de Evermore, artistes com Gracie Abrams, Ed Sheeran, King Princess i Girl in Red van col·laborar amb Dessner al seu Long Pond Studio. Dessner va declarar: "Després de Taylor, va ser una mica boig quantes persones es van contactar. I conèixer i escriure cançons amb gent a la qual no hauríeu tingut accés... Estic molt agraït per això".
El 2023, Swift es va embarcar en l'Eras Tour, que consta de 10 actes, el tercer dels quals està dedicat a Evermore.